# Hwa Rang Do
Hwa Rang Do (화랑도) is een Koreaanse vechtkunst ontwikkelde door grootmeester Lee Joo Bang (이조방).
Grootmeester Lee Joo Bang trainde in hapkido, maar ging later zijn eigen weg en ontwikkelde het Hwa Rang Do. Later emigreerde Lee Joo Bang naar de Verenigde Staten en begon daar les te geven in het Hwa Rang Do. In Korea zelf is deze stijl nagenoeg onbekend, maar is met name in de Verenigde Staten een populaire stijl.

## In de lage landen
In Nederland wordt het Hwa Rang Do slechts op kleine schaal beoefend. Hwa Rang Do Nederland staat onder leiding van Alex Krijger (4de dan) die in 1995 deze organisatie oprichtte en geeft actief les in Vlissingen. Ook is deze vechtkunst in Bergen op Zoom, Halsteren en Terneuzen te beoefenen. Hwa Rang Do vereist van de beoefenaar een gedisciplineerde houding. Respect voor de leraar en de medeleerling staan centraal in de training.

## Tae soo do
Voordat men zich volledig kan storten op het Hwa Rang Do wordt van een leerling verwacht dat hij/zij zich eerst bekwaamd in de voorbereidende sport Tae Soo do (태수도, ook wel Tae Su Do).

## Training
Een typische training begint met meditatie gevolgd door een warming-up en stretch oefeningen. Hierna volgt de eigenlijk les waarin de leerling les krijgt in Hwa Rang Do zelfverdediging wat vaak weer gevolgd wordt door sparring. Tijdens de les worden veel Koreaanse en Engelse termen gebruikt, dit omdat de sport zijn oorsprong vindt in Korea maar pas in de Verenigde Staten tot bloei kwam. Zo wordt bijvoorbeeld van de leerling verwacht dat opdrachten van de leraar worden beantwoord met een 'yes sir' of 'no sir'. De les wordt afgesloten met een cooling down en het gezamenlijk uitspreken van de Hwarang do O Gye (화랑도 오 계). Eerst in het Koreaans daarna in het Engels. Deze code is afgeleid van de Se-sok O-gye welke reeds in de zesde of zevende eeuw door de monnik Won Gwang aan de oorspronkelijk Hwarang werd gedicteerd.